# 서아 (2010년)
서아(2010년 6월 11일 ~ )은 대한민국의 가수로 걸 그룹 tripleS의 멤버이다.